# Liste des évêques de Cahors

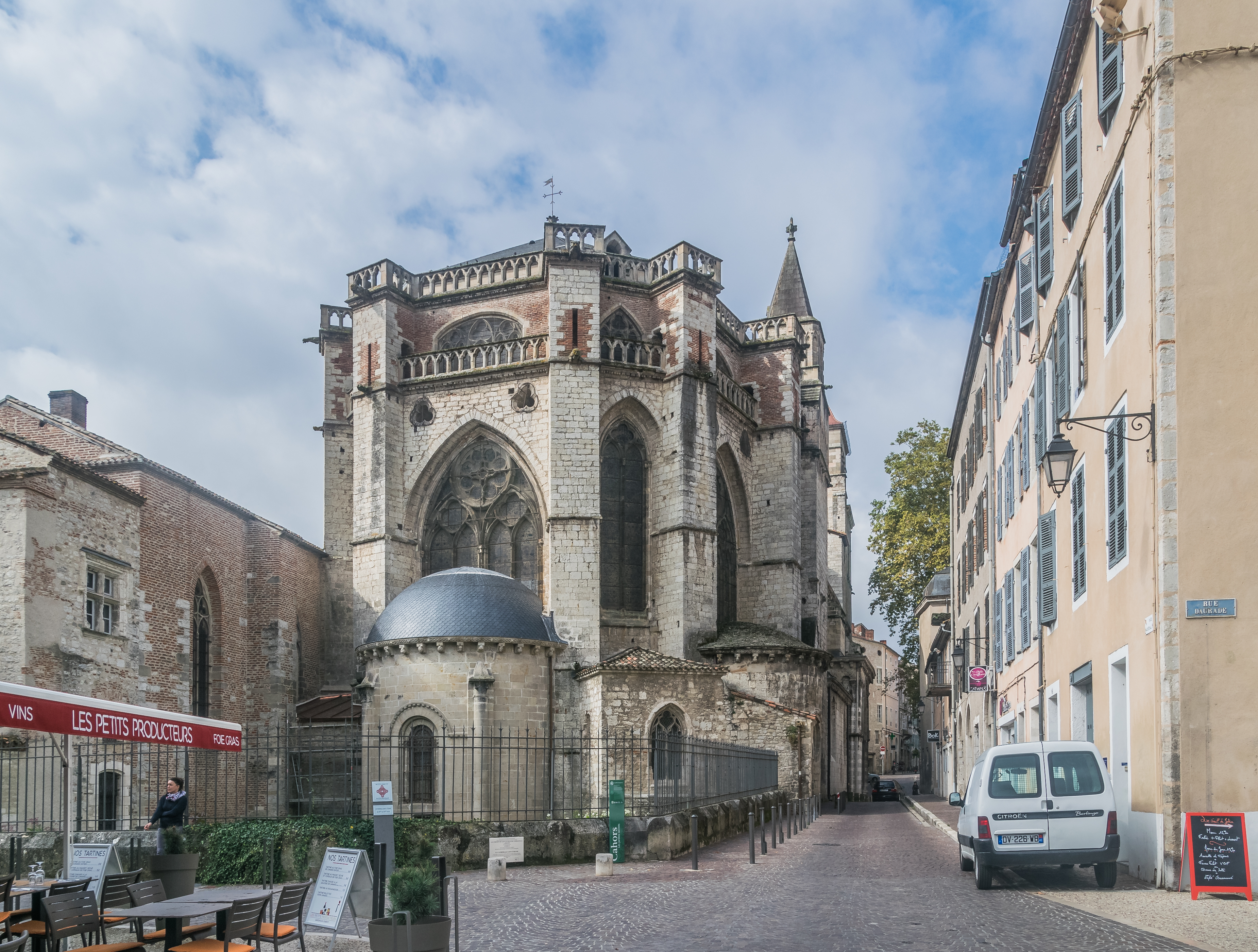
La cathédrale de Cahors.

Liste des évêques de Cahors, précédée des apôtres, et repères des événements marquants pour l'ordre religieux

## Liste chronologique
Ceci est une liste des évêques ayant dirigé l'évêché de Cahors. Certaines de ces données, et plus particulièrement les plus anciennes, restent sujettes à caution.

## Antiquité
Premiers évêques, apôtres du Quercy
- Martial de Limoges (Saint Martial), IIIe siècle
- Saturnin de Toulouse (Saint Sernin), IIIe siècle

Premiers évêques de Cahors
- Saint Génulphe[1],[2], premier évêque, vers 257-259. Le premier évêque certain est Florent.
- Saint Sebaste (douteux), IIIe siècle

- Florent de Cahors (Saint Florent), évêque vers la fin du IVe ou le début Ve siècle
- Alithius (Saint Alithe), évêque vers 407-409
- Anatole (Saint Anatole), Ve siècle
- Boetius (Boece), évêque (av. 506, 10 septembre - ap. 511, 10 juillet)
- Sustratius (Sustrace), évêque (av. 533, 23 juin - ap. 541, 14 mai)

## Moyen Âge

### Mérovingiens
- Maximus (Maxime), évêque (attesté 549)
- Maurilio (Saint Morillon), († 580), évêque (5..-580)
- Ursicinus (Saint Urcisse), évêque (580 - entre 585 et 591)

Ancien référendaire de la reine Ultrogotha, épouse de Childebert Ier.
- Eusèbe († ca 622/623), évêque (av. 614, 10 octobre - ca 622/623)

Aurait également porté le nom de Mammo.
- Rustique (saint Rustique , † 630), évêque de 623 à 630.

D'une très importante famille aristocratique d'Aquitaine.
Assassiné à Cahors en 630.
- Didier (Didier de Cahors ou saint Géry, † 15 novembre 654), évêque de 630 à 654.

Frère de Rustique, nommé par le roi Dagobert Ier pour rétablir l'ordre franc à Cahors.
- Agarnus (Agarn) (douteux), 655
- Beto, évêque attesté à une date indéterminée entre 662 et 675.
- Capuanus (Saint Capuan), évêque vers 690/694-v.700
- Ambroise (Saint Ambroise), évêque avant la fin du VIIIe siècle (v.745)

### Carolingiens
- (Inconnu) v.770
- Agarn v.783
- Aymat (douteux) v.813
- Angar 820
- Étienne Ier 852
- Guillaume v.875-v.887
- Géraud Ier (Guarinus) 887-891
- Saint Gausbert, 892-906 († 906 ou 908)
- Amblard 909-930
- Bernard Ier 946
- Frotier Ier 961-968
- Étienne II 972

### Capétiens
- Frotaire II (douteux) 979[3]
- Gausbert II de Gourdon (990-1004)[4],[5].
- Bernard II de Castelnau de Gramat (1005-vers 1029)[6]
- Dieudonné 1031-1035

Il décide la Trêve de Dieu pour lutter contre les violences féodales.
- Bernard III de Castelnau de Gramat 1035-1055
- Foulques 1055-1063
- Bernard IV de Castelnau de Gramat 1067-1074
- Géraud II de Gourdon 1077
- Géraud III de Cardaillac 1083-1112

En 1088, l'évêque de Cahors reçoit du comte de Toulouse Guillaume Taillefer ses droits sur la ville de Cahors, à l'exception des tours.
En 1108, Bertrand, fils de Raymond IV, comte de Toulouse, part en croisade accompagné de Géraud III, évêque de Cahors, et de quelques nobles quercynois.
Vers 1113, l'évêque de Cahors Géraud III rentre de croisade en rapportant la relique connue sous le nom de Sainte coiffe.
- Guillaume de Calmont d'Olt 1113-1143
- Raymond I (douteux) 1144
- Géraud IV Hector 1159-1199 († 1202)

En 1178, une mission d'évêques, dont Géraud Hector, évêque de Cahors, se rend à Toulouse pour prêcher contre les hérétiques mais se fait huer par la foule; quelques hérétiques notoires, cependant, abjurent.
- Guillaume III 1199-1202
- Barthélemy (douteux) 1207
- Guillaume IV de Cardaillac, évêque 1208-1235

En 1211, l'évêque de Cahors, Guillaume de Cardaillac, quitte l'armée des croisés et va faire hommage du comté de Cahors au roi de France. Bertrand de Gourdon et Bernard de Castelnau-Bretenoux font de même, devenant ainsi des vassaux directs du roi.
- Pons d'Antejac, évêque 1235-1236
- Géraud V Barasc, évêque 1236-1250
- Barthélémy de Roux, évêque 1250-1273
- Raymond de Cornil, évêque 1280-1293
- Sicard de Montaigu, évêque 1294-1300
- Raymond de Pauchel, évêque 1300-1312

En 1306, acte de pariage pour Cahors, sur la proposition de l'évêque.
En 1310, la cour du roi de France condamne l'évêque de Cahors à 1500 livres tournois d'amende car son bailli a fait forcer la porte de la maison commune de Cajarc et emporter les poids et mesures de cette ville. La justice du lieu est confiée aux officiers du roi "durant la vie de l'évêque".
- Hugues Géraud, évêque 1313-1317

En 1317, l'évêque de Cahors est condamné au supplice du feu pour complot contre la vie du pape Jean XXII.
- Guillaume V de Labroue, évêque 1318-1324
- Bertrand de Cardaillac, évêque 1324-1367

En 1349, l'évêque de Cahors, Bertrand de Cardaillac, reprend Belaye et Montcuq aux Anglais.
- Bégon de Castelnau-Calmont, évêque 1367-1388
- François Ier de Cardaillac, évêque 1388-1404
- Guillaume VI d'Arpajon, évêque 1404-1431
- Jean du Puy, évêque 1431-1434
- Jean de Castelnau-Calmont, évêque 1438-1460
- Louis d'Albret (1422 - Rome, 4 septembre 1465), évêque 1460-1465

Second fils de Charles II, sire d'Albret et d'Anne d'Armagnac (fille de Bernard VII, comte d'Armagnac)
Cardinal
- (1) Antoine Allemand (ou d'Alamand) de Rochechinard, évêque 1465-1474
- Guichard d'Aubusson, évêque (1474-1476)
- (2) Antoine Allemand (ou d'Alamand) de Rochechinard, évêque 1476-1493
- Benoît de Jean, évêque 1494-1501 (contesté car nommé par le roi de France Charles VIII)

## Époque moderne
- Antoine de Luzech, évêque 1501-1510 (non contesté)
- Germain de Ganay, évêque 1510-1514
- Charles Dominique de Carretto (1454 - Rome, 15 août 1514), évêque en 1514 (pendant 40 jours)

Fils de Giovanni Lazzarino del Carretto, marchese di Finale et Noli et de Viscontina Adorno (fille du doge de Gênes).
Évêque de Cosenza (1489), archevêque titulaire de Thèbes (de) (1497), archevêque de Reims (1507-1508) et archevêque de Tours 1509-1513,
Cardinal (1505)
- Louis de Caretto (ou Aloys de Caretto) (1459-1524), évêque 1514-1524

Frère cadet de l'évêque précédent Charles-Dominique
Abbé de Finale (Italie) (1487)
- Paul de Caretto (1503 - Rome, 1553), évêque 1524-1553

Neveu des deux évêques précédents
Abbé de Bonnecombe (1528)
Ambassadeur français à Rome
- Alexandre Farnèse (1520-1589) (7 octobre 1520 - Rome, en février 1589), évêque (1554-1557)

Neveu du pape Paul III 1534-1549
Cardinal (1534)
Début des guerres de Religion (1562)
- Pierre Bertrand, évêque 1557-1563
- Jean de Balaguier, évêque 1564-1576

Auparavant évêque de Bazas 1563-1564
- Antoine Hébrard de Saint-Sulpice, évêque 1577-1600
- Siméon-Étienne de Popian 1601-1627
- Pierre Habert de Montmor 1627-1636
- Bienheureux Alain de Solminihac 1636-1659
- Nicolas Sévin 1660-1678
- Louis Antoine de Noailles 1679-1680

Révocation de l'édit de Nantes (1685)
- Henri-Guillaume Le Jay 1680-1693
- Henri de Briqueville de La Luzerne 1693-1741
- Bertrand-Jean-Baptiste-René du Guesclin 1741-1766
- Joseph-Dominique de Cheylus 1766-1777
- Louis-Marie de Nicolaÿ 1777-1791

Constitution civile du clergé (1790)
- Charles-Nicolas de Bécave (faisant fonction de vicaire apostolique) 1791-1802
- Jean Danglars, (évêque constitutionnel du diocèse du Lot)

## Concordat
- Guillaume-Balthazar Cousin de Grainville 1802-1828
- Paul-Louis-Joseph D'Hautpoul 1828-1842
- Jean-Jacques-David Bardou 1842-1863
- Joseph-François-Clet Peschoud 1863-1865
- Pierre-Alfred Grimardias 1866-1896
- Émile-Christophe Énard 1896-1906[7]

## XXeetXXIesiècles
- Victor Laurans 1906-1911
- Pierre-Célestin Cézerac  1911-1918
- Joseph Giray 1918-1936
- Jean-Joseph Moussaron 1936-1940, transf.p/Albi en 1940
- Paul Chevrier 1941-1962, retiré en 1962
- André Bréheret 1962-1972
- Joseph Rabine 1973-1986, transf.p/Albi en 1986
- Maurice Gaidon 1987-2004, retiré en 2004
- Norbert Turini 2004-2014[8].
- siège vacant du 18 octobre 2014 au 15 juillet 2015
- Laurent Camiade, depuis le 15 juillet 2015[9]